# Veðrfölnir

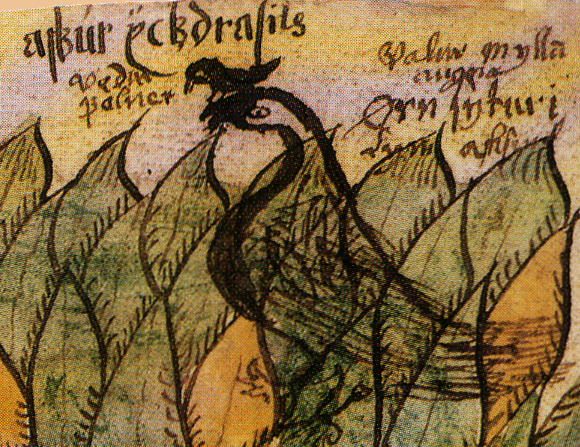
Illustrazione del XVII secolo che rappresenta un falco sopra un'aquila sopra un albero

Veðrfölnir, Vedfolnir o Veðrlaufnir (in norreno colui che è sbiancato dal tempo) è un falco seduto fra gli occhi di un'aquila che si trova nella chioma del frassino Yggdrasill, proprio della mitologia norrena.

## Descrizione
Il nome dell'aquila non è riportato da nessuna delle fonti della mitologia norrena, invece il falco è citato nella prima parte dell'Edda in prosa di Snorri Sturluson, il Gylfaginning in questo modo:
(Snorri Sturluson Edda in prosa)
È stato ipotizzato che quest'aquila potrebbe essere identica a Hræsvelgr, il gigante a forma di aquila che, secondo il Vafþrúðnismál, è seduto al termine del cielo e genera il vento con le sue ali. Tuttavia, nessuna fonte conferma questa ipotesi.